# Первый Уйгурский каганат
Первый Уйгурский каганат — государство уйгуров, существующее в 647—688/689 гг на севере Монголии.

## Предыстория
В 628 г. часть телеских племен во главе с сеяньто перекочевала из Западнотюркского каганата на территорию Восточнотюркского, где она присоединилась к группе теле, возглавляемой уйгyрами. В результате создалась подчиненная восточным тюркам антитюркская коалиция телеских племен (сеяньто-уйгурская коалиция). Танская династия поддержала сеяньто-уйгуров и в 630 году Восточнотюркский каганат был разгромлен, тюрки подчинились Танской империи, а сеяньто-уйгуры основали Сеяньтокский каганат в степи. Сеяньто вышли из союза с уйгурами, во главе с которыми сформировался токуз-огузский племенной союз.

## История
В 40-х годах VII в лидерство внутри объединения токуз-огузов окончательно утвердилось за уйгурами, точнее, за группой из десяти уйгурских племен во главе с племенем яглакар.
После 642 г. соперничество уйгуров с сеяньто вылилось в открытую войну. Танская династия оказала поддержку уйгурам и их союзникам, решив ослабить сеяньто. Сеяньтоского каганат был разгромлен в 646 г. Сеяньто были основным противником Танской империи в степи и их поражение привело к усилению империи, из-за которого уйгуры (токуз-огузы) оказались в подчиненном Танской империи положении.
В 647 году уйгурский эльтебер (ябгу) Тумиду, сын Пусы провозгласил себя каганом. Ставкой становится р. Тола. Танское правительство не признает вновь созданное государство. Вскоре Тумиду был убит заговорщиками. После некоторой борьбы унаследует ему сын Пужуне (648—662).
В 660—663 гг. между токуз-огузами и Танской империей шла война, в которой китайские войска не смогли одержать победы. Танским двором было признано существование независимого государства токуз-огузов в Монголии, известного как Первый Уйгурский каганат.
В 680-х годах в Монголию из Китая возвращаются тюрки, подчиненные в 630 году. Это ослабляет токуз-огузов и вынуждает их после 684 года откочевать под покровительство Китая. Причиной стало поражение токуз-огузского Баз-кагана, зафиксированоое в тюркских надписях. Битва тюрков с войсками Баз-кагана датируется 688—689 годами.
Часть токуз-огузов продолжала сопротивление тюркам в степи до 716 года, когда им удалось убить Капаган-кагана тюрков, но после этого им пришлось отступить на территорию Китая, где они были расселены в северных провинциях. Голову Капаган-кагана они привезли с собой в город Чанъань.